# Manuale Tipografico

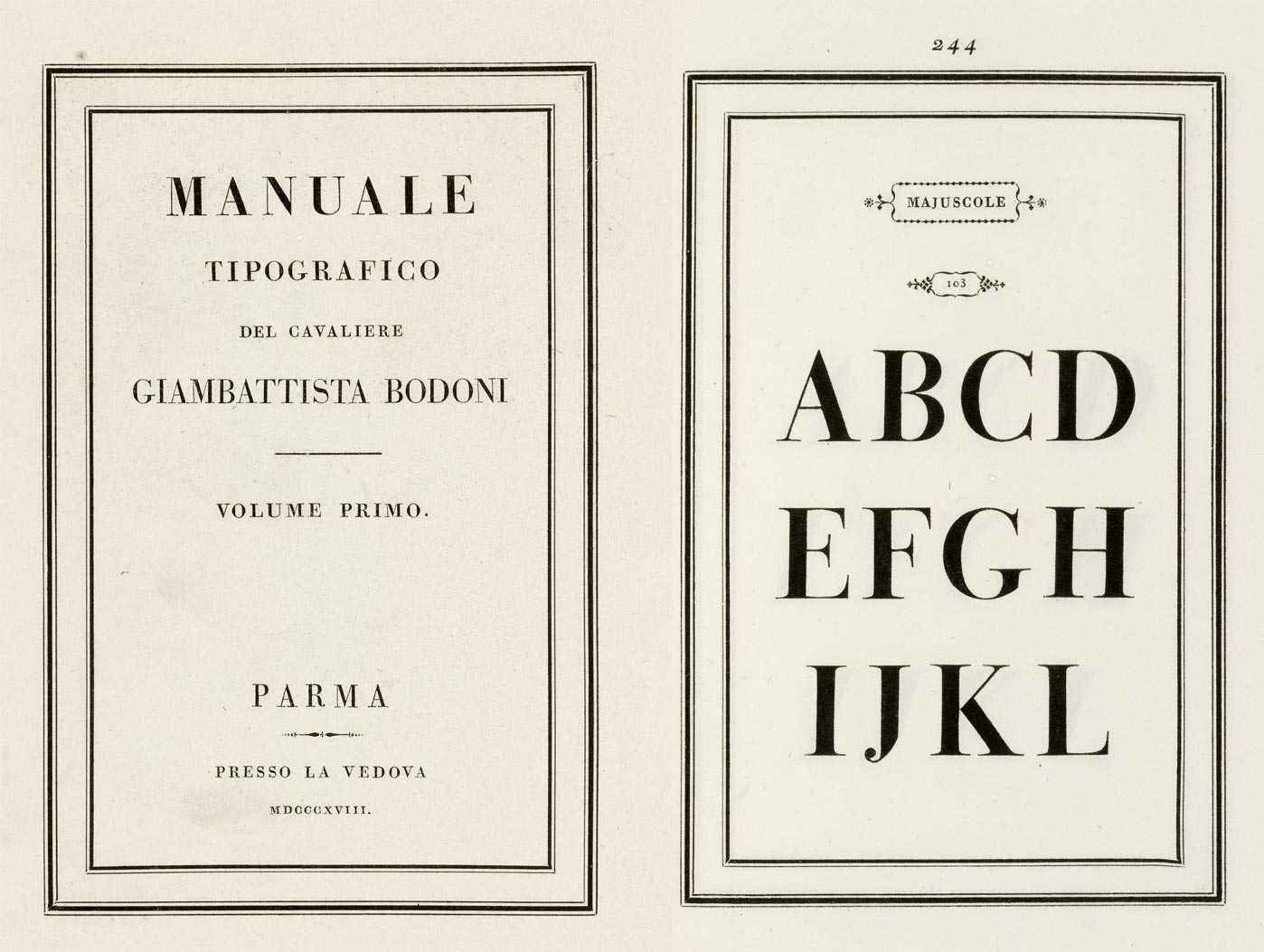
Manuale Tipografico, Titelblatt und Seite 244

Das Manuale Tipografico (deutsch Handbuch der Typografie) ist eine von Giambattista Bodoni in Parma zusammengestelltes Schriftmusterbuch von 600 Seiten in zwei Bänden. Es enthält alle Schrifttypen, Ornamente und Zeichen, die er als Drucker und Verleger im Laufe seines langjährigen Wirkens entworfen und als Metalllettern angefertigt hat. Es enthält neben Bodonis Antiqua- und Kursivschriften alle ihm bekannten Schriftzeichen der Welt.
Das Werk wurde postum im Jahre 1818, fünf Jahre nach Bodonis Tod, von seiner Witwe Margherita Dall’Aglio Bodoni in einer Auflage von nur 250 Exemplaren veröffentlicht. Es wird behauptet, dass seine Witwe die Druckerei zeitweise nur zum Druck seiner Schriftmuster im Betrieb hielt.
Abbildungen der Seiten dieses Werkes sind inzwischen auch digitalisiert erhältlich.

## Ausgaben
- Manuale Tipografico. The Holland Press. London 1960.
- Manuale Tipografico del Cavaliere. Hrsg. von Franco Maria Ricci. Parma 1964.
- Handbuch der Typographie, manuale tipografico. Hrsg. von Stephan Füssel. Köln 2011.